# Région des lacs du Jura français

Jura - Carte de la Région des Lacs

La Région des lacs du Jura français est une petite partie du centre du département du Jura caractérisée par l'abondance de ses plans d'eau naturels : on recense en effet une quinzaine (voire une vingtaine si on choisit des limites élargies) de ces lacs essentiellement d'origine glaciaire de taille diverse, de 230 ha pour le plus grand, le lac de Chalain, à moins de 5 ha pour les plus petits. Le site des sept lacs, situé entre le Pic de l'Aigle et les cascades du Hérisson a reçu le qualificatif de « Petite Écosse » par Charles Nodier en 1825, dans le tome III des Voyages pittoresques et romantiques dans l'ancienne France.

## Localisation

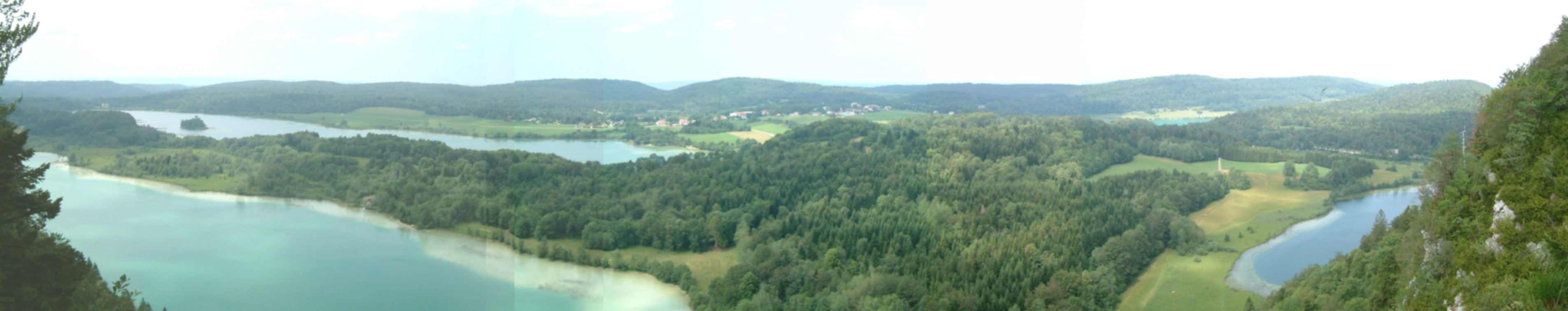
Panorama des quatre lacs - Le Frasnois

Les limites de la région sont plus ou moins floues mais dans le canton de Saint-Laurent-en-Grandvaux. Cet ensemble de lacs se situe à l'est du cours supérieur de l'Ain (la combe d'Ain), principalement entre Champagnole et Clairvaux-les-Lacs, sur le plateau de Champagnole entre 500 et 800 mètres d'altitude. À l'est, la limite de la région se situe sur le synclinal du Pic de l'Aigle.
À 500 mètres d'altitude, dans des reculées de la combe d'Ain, se trouvent du nord au sud le lac de Chalain et les deux lacs du Val et de Chambly alimentés par le Hérisson. Au sud, proches de l'Ain, se situent les deux lacs de Clairvaux-les-Lacs.
Sur le palier suivant à 800 mètres, toujours du nord au sud, on a sur la commune de Le Frasnois, le complexe des lacs que domine le belvédère de La Chaux-du-Dombief : les deux lacs de Maclu, le lac d'Ilay et le lac de Narlay, avec un peu en aval au nord-ouest le petit lac du Vernois auquel il faut ajouter au nord, sur la commune de Chatelneuf, le lac du Fioget, tout aussi sauvage et réduit. A quelques kilomètres au sud se trouve le lac de Bonlieu d'où sort la petite rivière du Hérisson aux célèbres cascades.
Plus au sud, en direction de Moirans-en-montagne, se trouvent les deux lacs d'Étival et sur la même commune en communication avec les précédents, les minuscules lac de la Fauge et lac de l'Assencière.
La région des lacs n'a pas de limite absolue et on peut lui associer d'autres lacs naturels aux aspects semblables qui ont la même origine géologique mais qui, situés sur le gradin supérieur, sont inclus aujourd'hui dans le Parc naturel régional du Haut-Jura. On trouve ainsi, en direction de Saint-Laurent-en-Grandvaux le petit lac du Ratay dans une tourbière sur les communes de Saint-Pierre et de La Chaux-du-Dombief, au-dessus de laquelle se trouve à près de 900 mètres d'altitude, le lac de l'Abbaye, lui aussi d'origine glaciaire comme de très petits lacs de quelques hectares au pied de la même barre du Mont-Noir : à proximité au sud, les lacs des Bez, le lac des Brenets et des Perrets, et un peu plus au nord, au-delà de Saint-Laurent-en-Grandvaux, des lacs de tourbière assez minuscules (quelques ha) comme le lac-des-Rouges-Truites, le lac de Fort-du-Plasne, encore le Lac à la dame de Foncine-le-Bas (2.5 ha).

## Caractéristiques

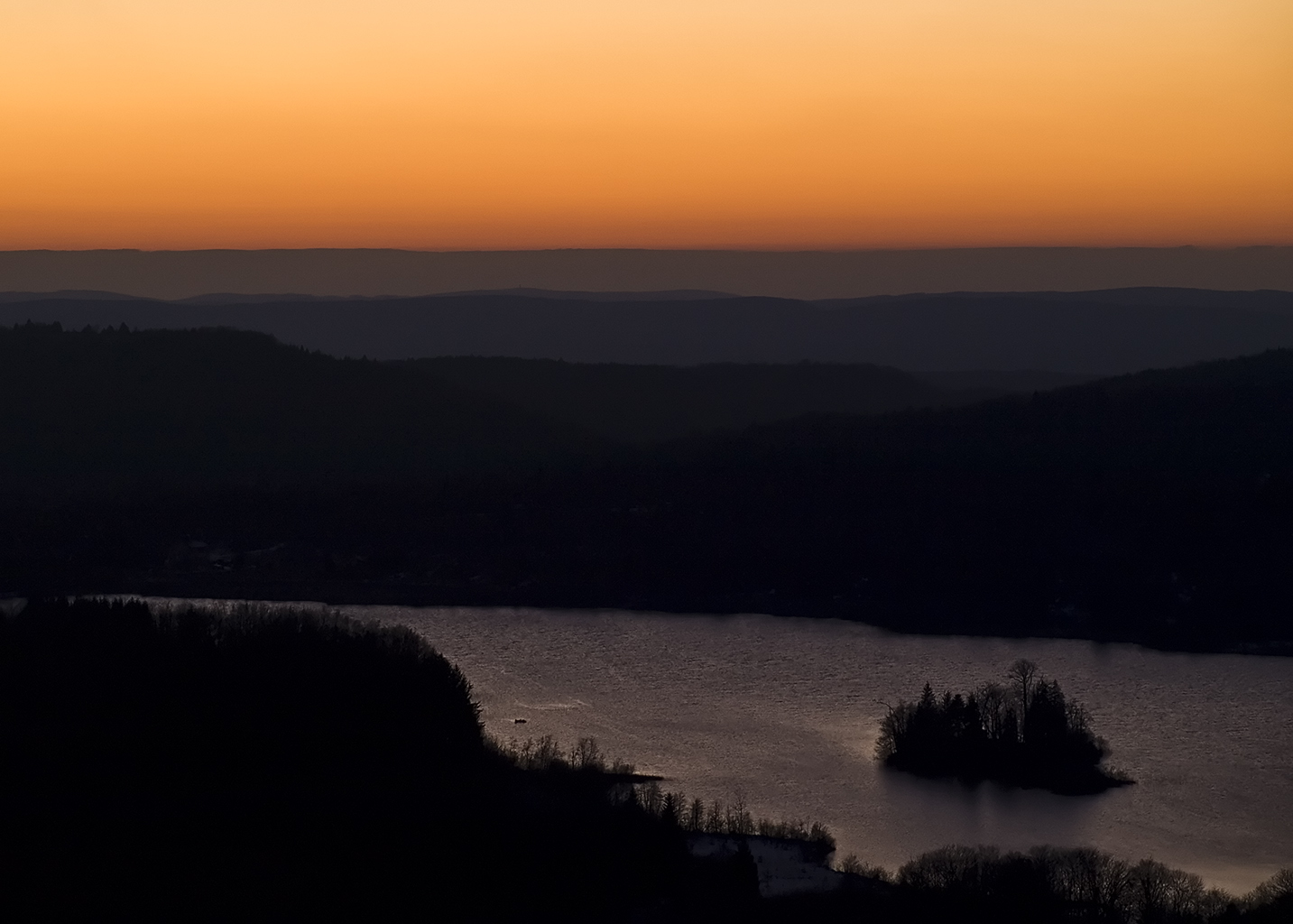
lac d'Ilay

### Origine des lacs
La région des lacs présente deux caractéristiques essentielles à la formation de lacs : des cuvettes fermées et des terrains imperméables, chose essentielle dans un massif calcaire où les eaux s'infiltrent facilement dans le sol. Les cuvettes furent creusées par l'érosion glaciaire de la dernière glaciation, où la glace a provoqué un surcreusement en raison de la forte pression exercée par celle-ci. C'est une caractéristique que l'on retrouve pour les lacs situés au pied de la Haute-Chaîne, sur le plateau de Champagnole. Pour les lacs de la combe d'Ain, en plus de l'érosion, les moraines glaciaires forment un barrage naturel qui retient l'eau en amont.
 L'imperméabilité des sols est due aux dépôts glaciaires présents dans la région. Ces dépôts ont été compactés par le poids de la glace et ont empêché l'eau de s'infiltrer dans la roche calcaire. Ce qui explique le fait que le plateau de Champagnole est l'un des rares plateaux jurassiens à être pourvu de rivières en surface.
Quand le glacier abandonne une dépression garnie d'une moraine, un lac se forme immédiatement dans cette dépression. Ce qui montre que les lacs de la région sont les témoins de la dernière période glaciaire. On estime que les lacs étaient plus nombreux dans la région et que certains furent comblés par des dépôts et se sont transformés en tourbière. L'imperméabilité des sols a été utilisée pour construire les retenues de Vouglans et de Blye.

### Éléments géologiques et végétaux

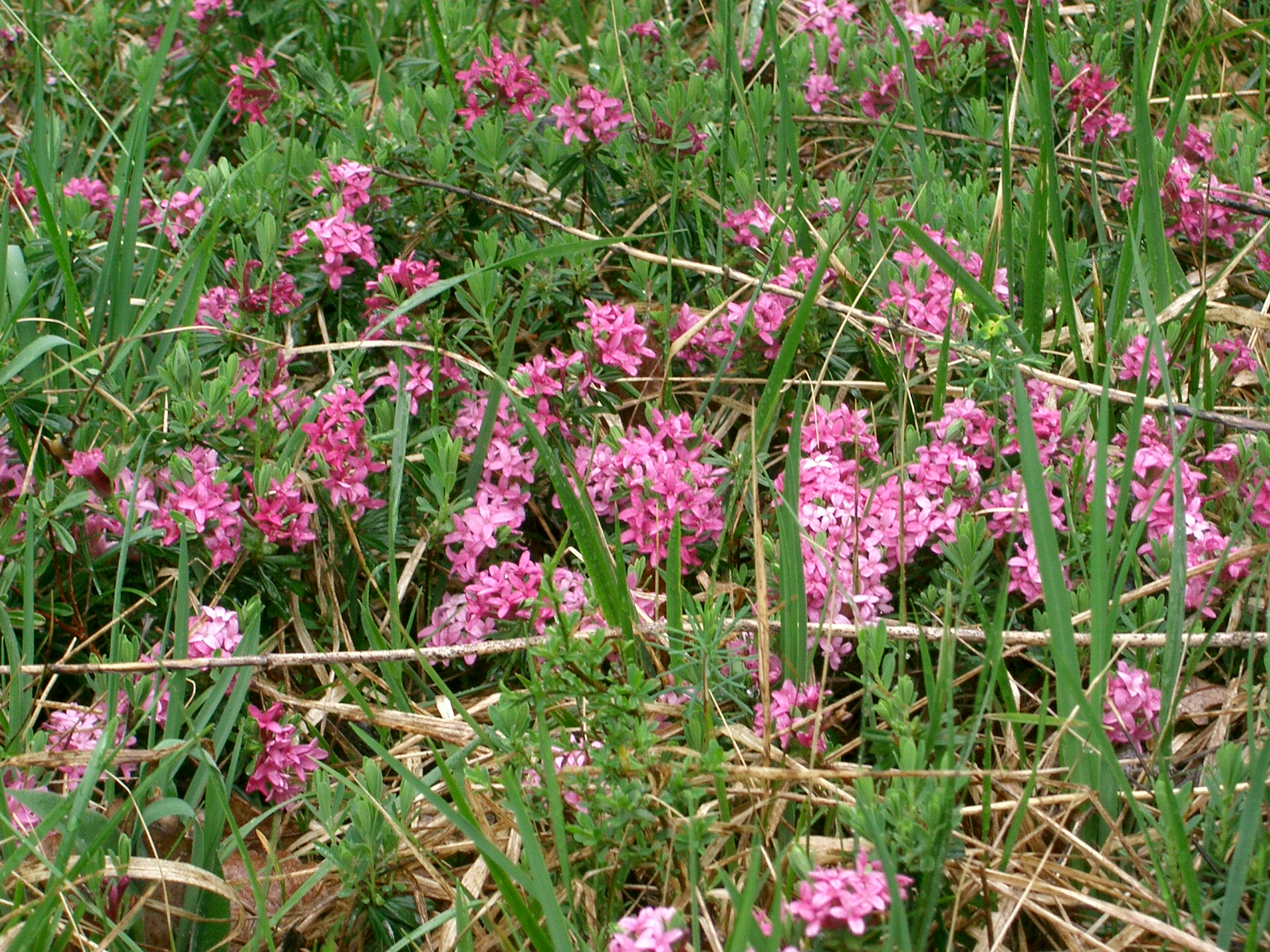
Daphné camélée

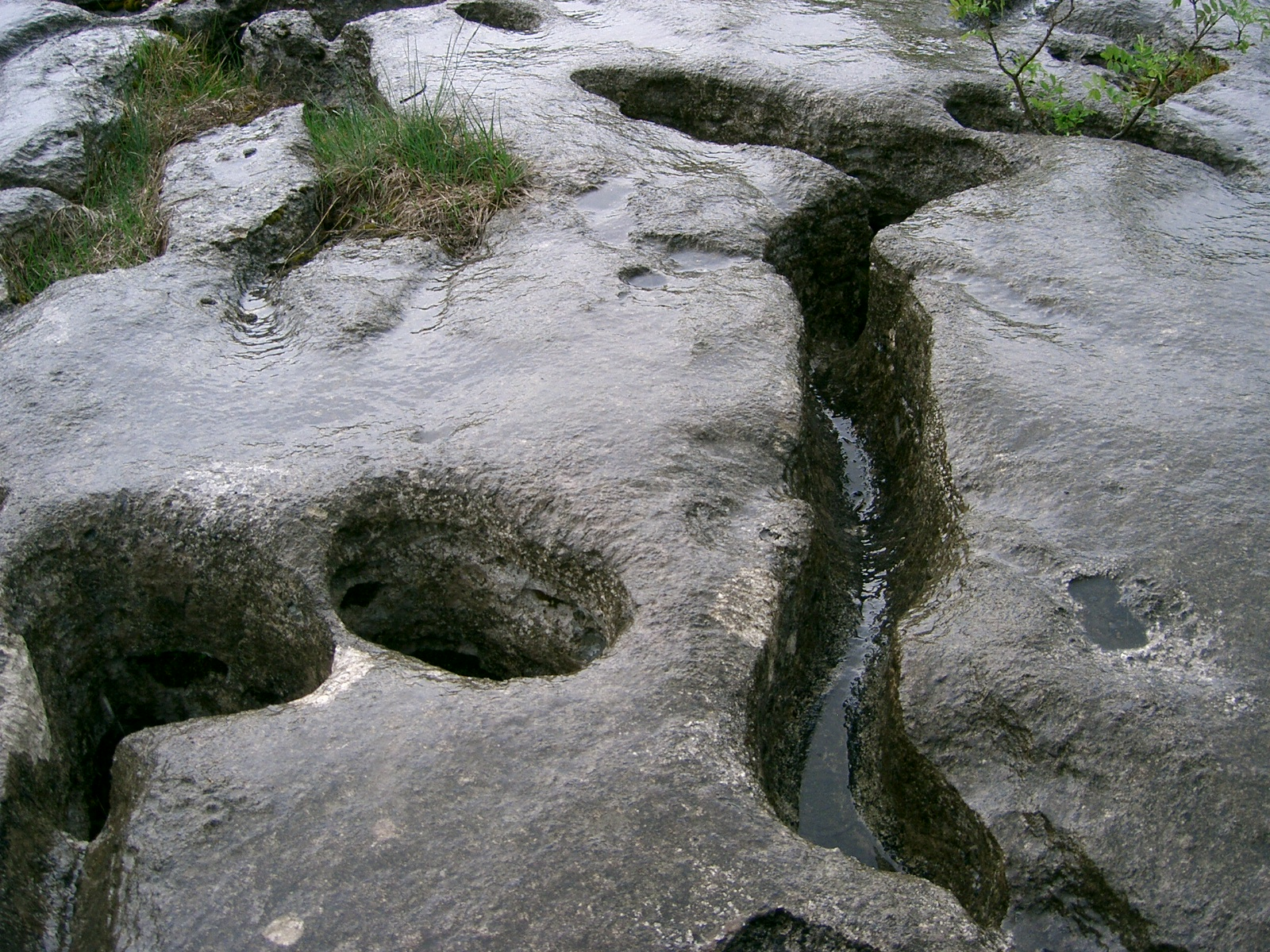
Lapiaz de Loulle

Situés pour la plupart au pied d'escarpements calcaires creusés par les glaciers, ces lacs occupent des dépressions synclinales plus ou moins prononcées, fermées par des moraines et tapissées de dépôts argileux. Ils sont souvent entourés de prairies marécageuses et de tourbières et sont alimentées par des résurgences qui mettent en évidence des liaisons nombreuses entre les étages du relief jurassien.
La région typiquement karstique n'offre que quelques ruisseaux en surface, seul le Hérisson est notable mais son cours reste limité (20 km) et son débit saisonnier : il donne à ciel ouvert une bonne représentation du circuit des eaux jurassiennes : sorti du lac de Bonlieu la petite rivière parcourt un dénivelé de 300 mètres en 3 kilomètres avec des cascades remarquables quand elles sont bien alimentées en eau en hiver. Pour l'essentiel la circulation des eaux se fait souterrainement avec des résurgences comme au fond de la reculée de Chalain où réapparaît l'eau du lac de Narlay ou encore l'exutoire du lac de l'Abbaye qui conduit à la vallée de la Bienne après 21 km sous terre. Ces couloirs souterrains avec les gouffres comme la lésine de Fontenu et les grottes comme la grotte Lacuzon associée au quasi légendaire défenseur de la Franche-Comté au XVIIe siècle dans la vallée du Hérisson, ou le Gour Bleu à Chalain font la joie des spéléologues, alors que lapiaz (Loulle) et les dolines passionnent les géologues.
Les naturalistes quant à eux s'intéressent aux empreintes laissées par les dinosaures à Loulle et une flore caractérisée, qu'il s'agisse des prairies sèches, avec les daphnés camélées, à Loulle aussi, ou de la flore des prairies humides et des tourbières étudiée par Magnin et Hétier à la fin du XIXe siècle et qui ont repéré des spécimens rares comme le - Myriophyllum spicatum L., le Naucaria erinacea Fr., l'Hypnum turgescens Schpr. ou le Polyporus cinnabarinus Jacq.

## Géographie humaineet histoire
La présence humaine dans la région des lacs est attestée pour le Néolithique et  l'âge du bronze (-4000/-750) par les vestiges palafittes (cités lacustres) découverts en particulier au lac de Chalain mais aussi à Clairvaux-les-Lacs. On pense à une certaine présence gauloise à travers des légendes celtiques liées aux lacs comme la vouivre, mais on trouve surtout trace d'une occupation des combes inférieures à l'époque gallo-romaine Ce n'est qu'au Moyen Âge que s'effectue vraiment la pénétration des plateaux encore sauvages à l'initiative des ordres monastiques actifs à partir du XIIe siècle comme l'abbaye cistercienne de Balerne à Mont-sur-Monnet, le prieuré bénédictin Saint-Vincent-de-la-Motte au lac d'Ilay, la chartreuse Notre-Dame-de-Bonlieu et l'abbaye du Grandvaux au lac de l'Abbaye, dépendante de l'abbaye de Saint-Claude. S'il ne reste presque rien des bâtiments de cette époque, le paysage jurassien porte la marque des peuplements agricoles par la naissance des villages et une activité industrielle dynamique avec l'utilisation des ressources hydrauliques : les moulins actionnés par l'eau s'installent dans la vallée du Hérisson et ailleurs (reculée de Balerne - Doucier) pour moudre les grains mais aussi pour fouler les fibres textiles comme le chanvre et animer des forges que permettent les ressources locales en minerai de fer (secteur de Champagnole) et en bois. La fabrication d'outils est attestée tout au long de Moyen Âge.

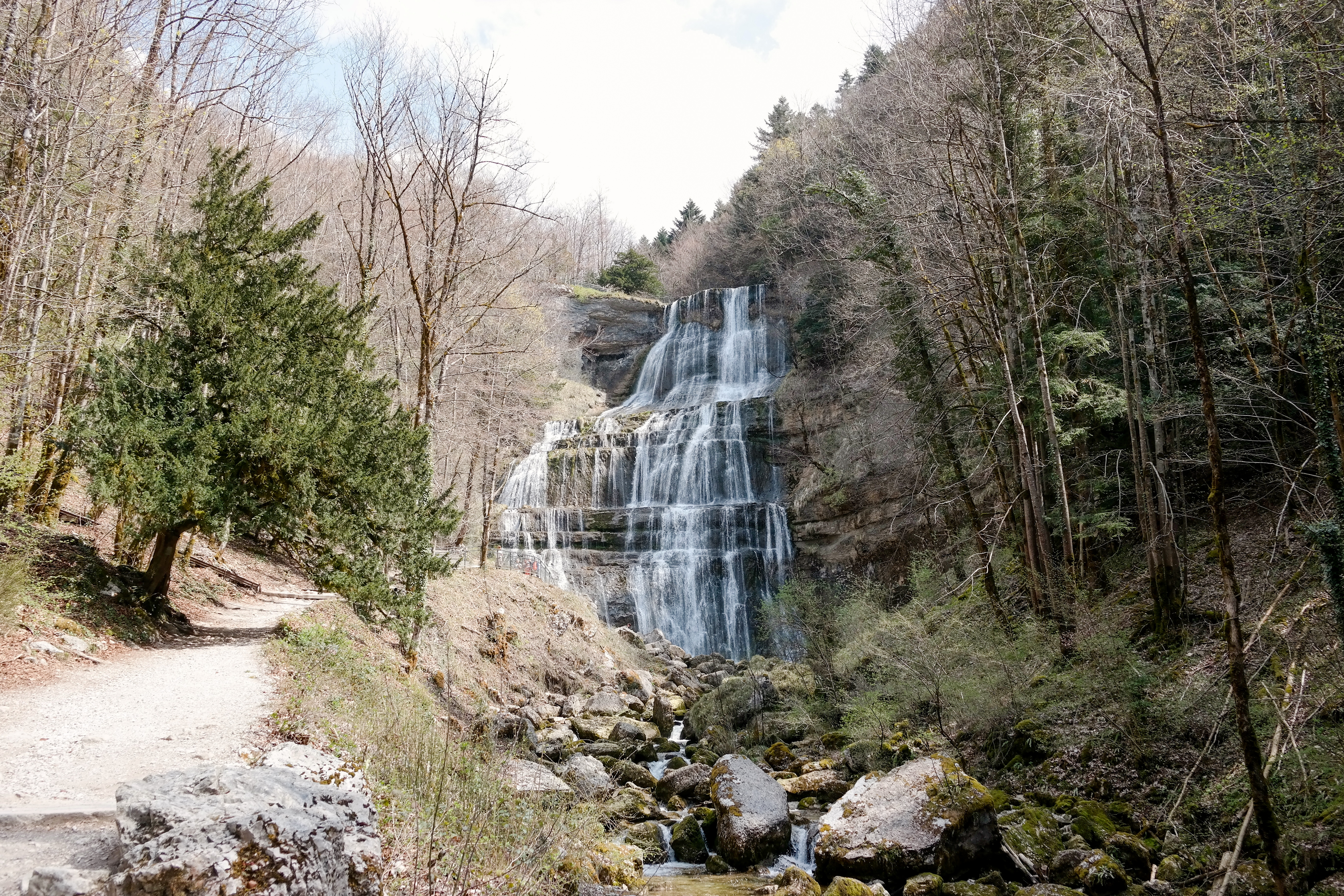
Cascade du Hérisson - l'éventail

Les ordres monastiques défendront fortement leurs droits sur la région et les seigneuries laïques n'apparaitront que plus tard comme celle du Pic de l'Aigle dont le château, construit à La Chaux-du-Dombief par Jean de Chalon, sire d'Arlay, au XIVe siècle, fut détruit sous Louis XIV. Les ruines du château de Chalain et celles de Chatelneuf sont les rares vestiges des constructions seigneuriales. Les pestes et les destructions des guerres de conquête de la Franche-Comté par les rois de France au XVIIe siècle auxquels s'opposa Lacuzon marqueront longtemps la région dépeuplée et affaiblie. Des apports extérieurs (Suisse, Savoie) et la naissance d'un artisanat lié au travail du bois (tournerie, boissellerie, c'est-à-dire la fabrication de boisseaux et d'ustensiles ménagers en bois) permettront un renouveau au XVIIIe – XIXe siècles, mais l'essentiel de l'activité économique demeurera l'élevage de vaches laitières et l'exploitation forestière.
Si le servage existe jusqu'à la Révolution dans les domaines de l'abbaye de Saint-Claude, c'est l'implantation de coopératives fromagères qui est ici comme dans tout le massif du Jura la marque de la société rurale. Ces « fruitières » existent toujours même si le nombre de paysans à considérablement diminué ; souvent il n'en reste que quelques-uns par village.
L'exode rural du XIXe siècle s'est accentué au XXe siècle et cette zone au climat parfois rude en hiver a une population assez peu nombreuses (ainsi le canton de Clairvaux-les-Lacs a 3 100 habitants pour 23 communes hors chef-lieu) et un certain nombre de villages sont loin d'atteindre  la centaine d'habitants mais le tourisme important en été a apporté une orientation nouvelle à la région avec l'installation de campings au bord des lacs ou de gîtes ruraux qui comme la multiplication des résidences secondaires transforme l'aspect de ces villages paisibles et souvent pittoresques avec une nature préservée.

## Galerie photos

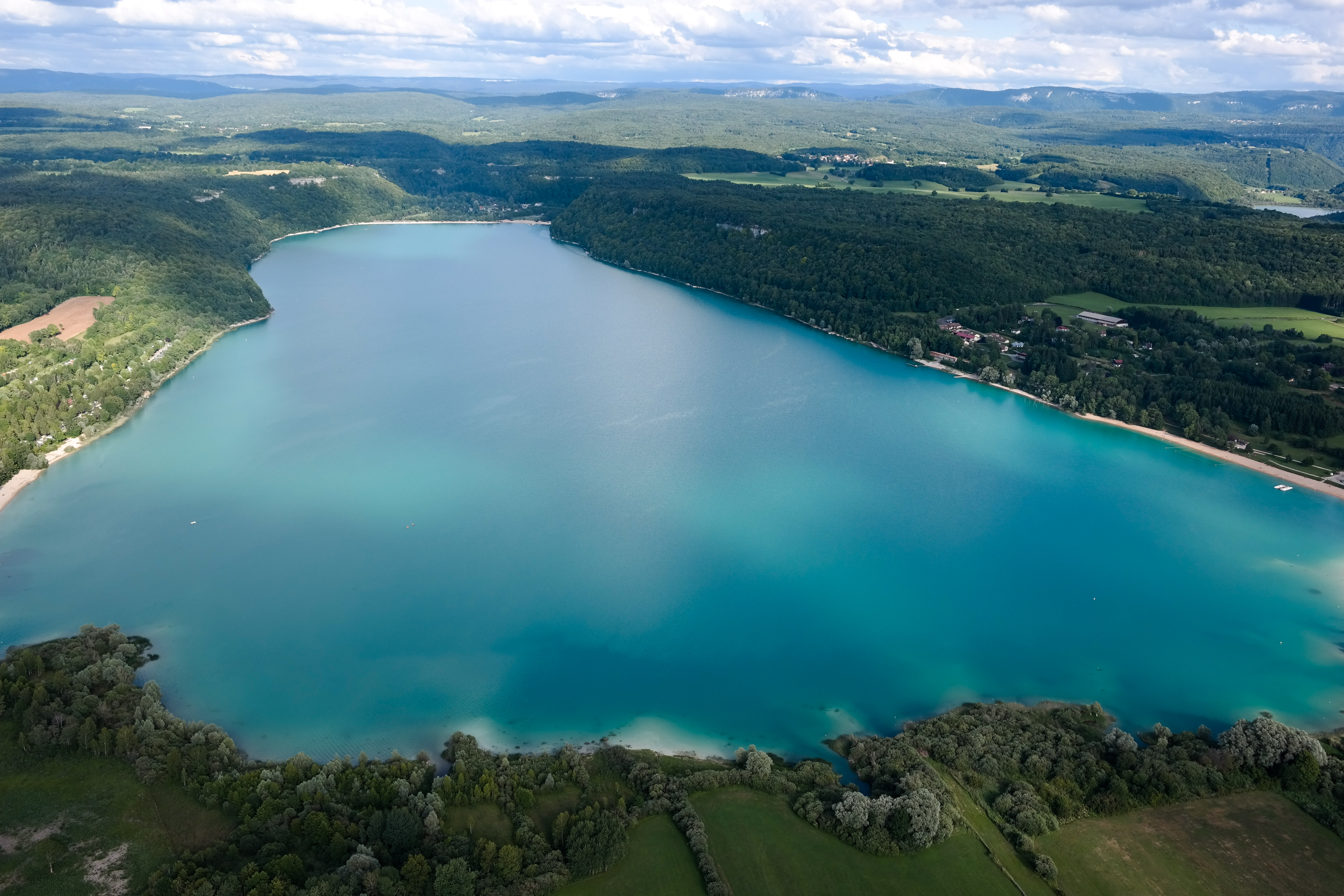
Lac de Chalain
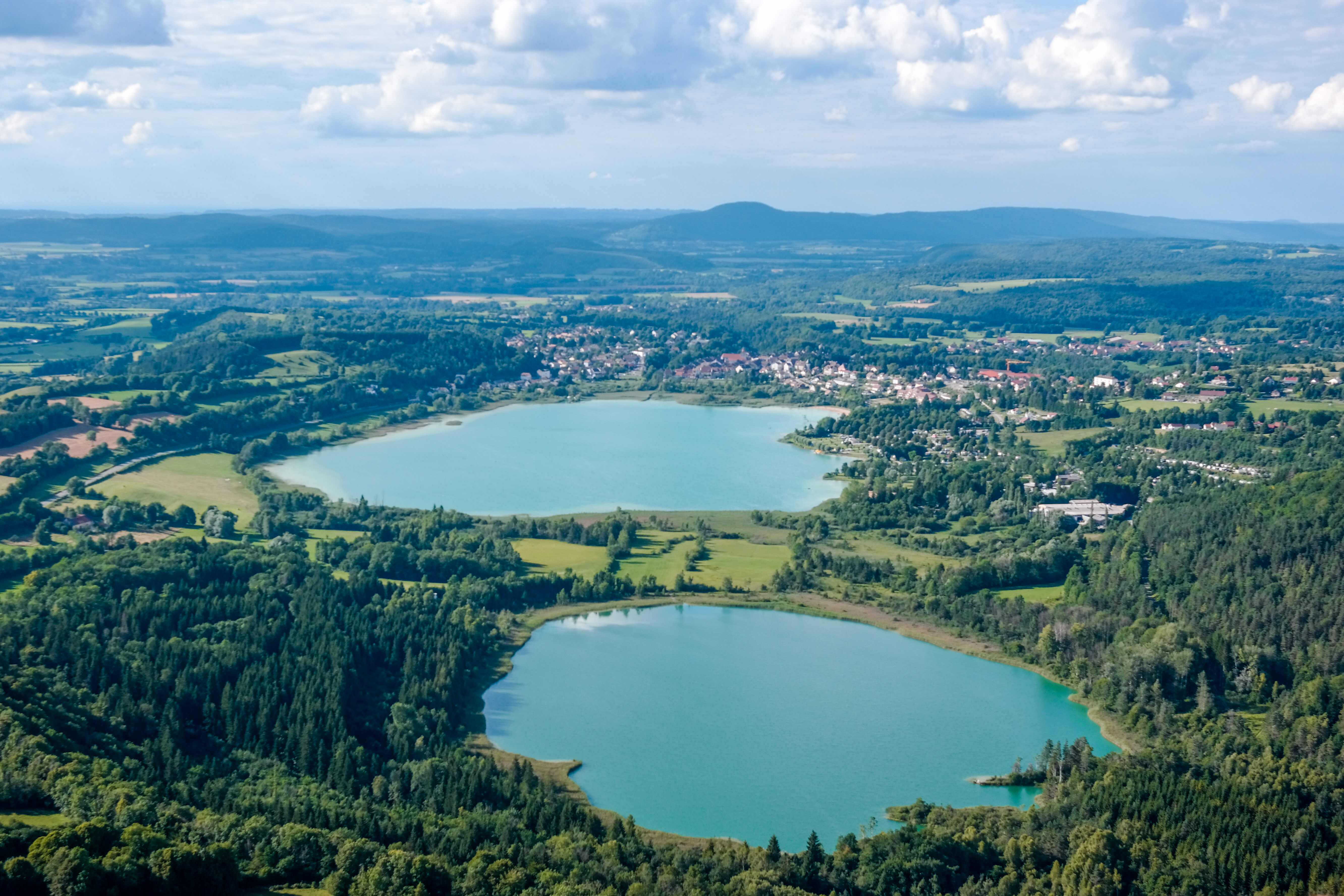
Lacs de Clairvaux
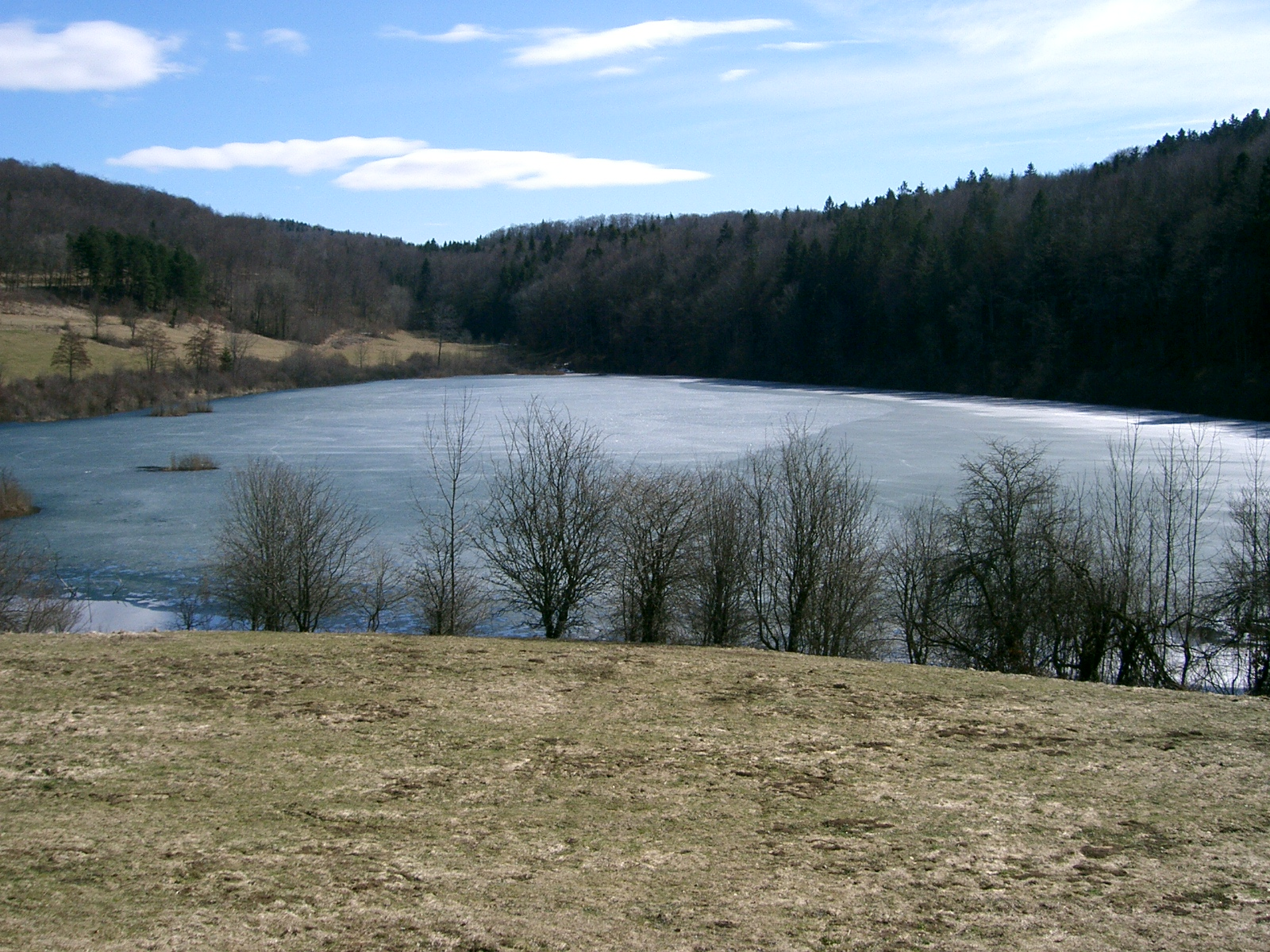
Lac du Vernois
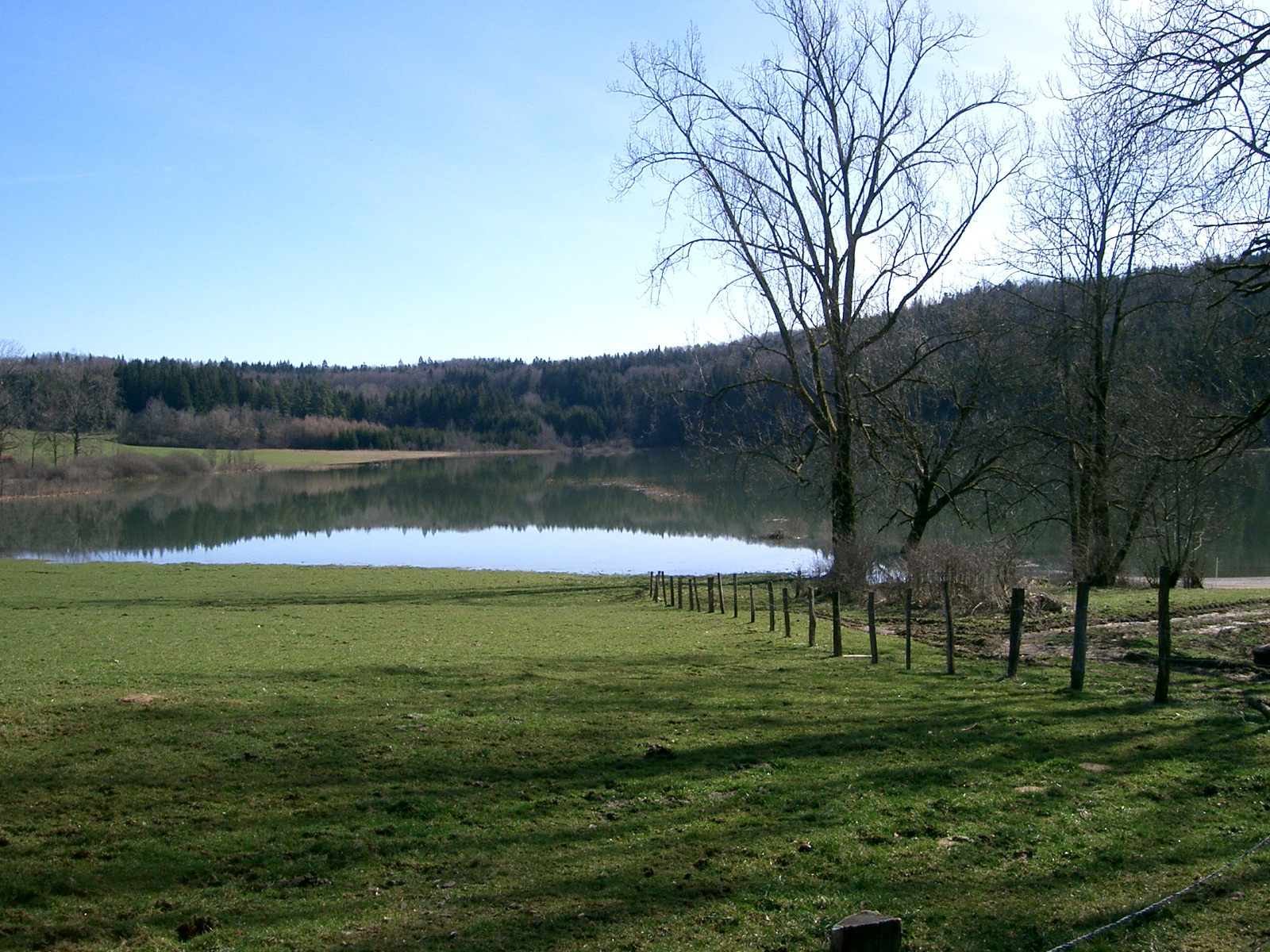
Lac du Fioget
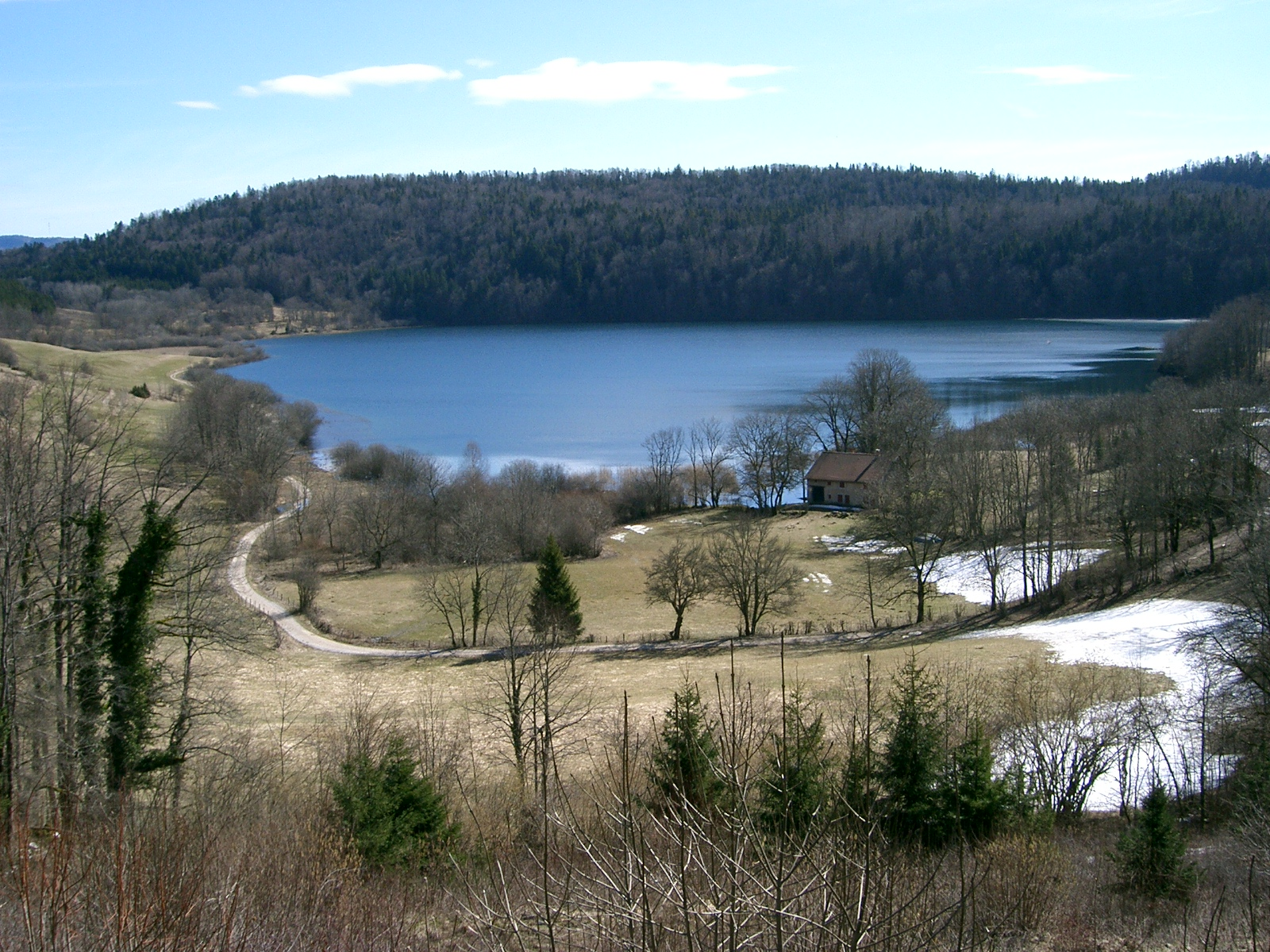
Lac de Narlay
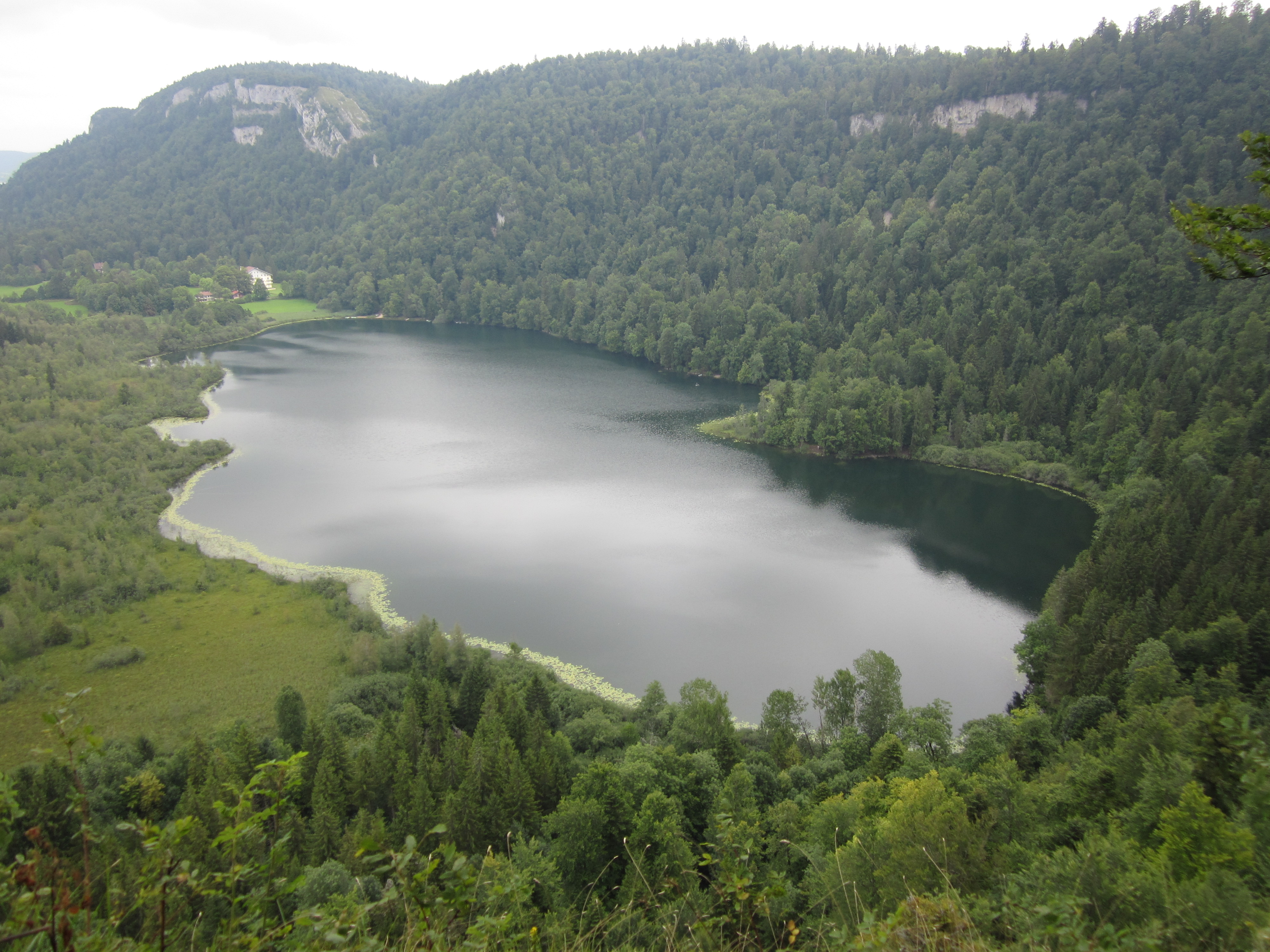
Lac de Bonlieu
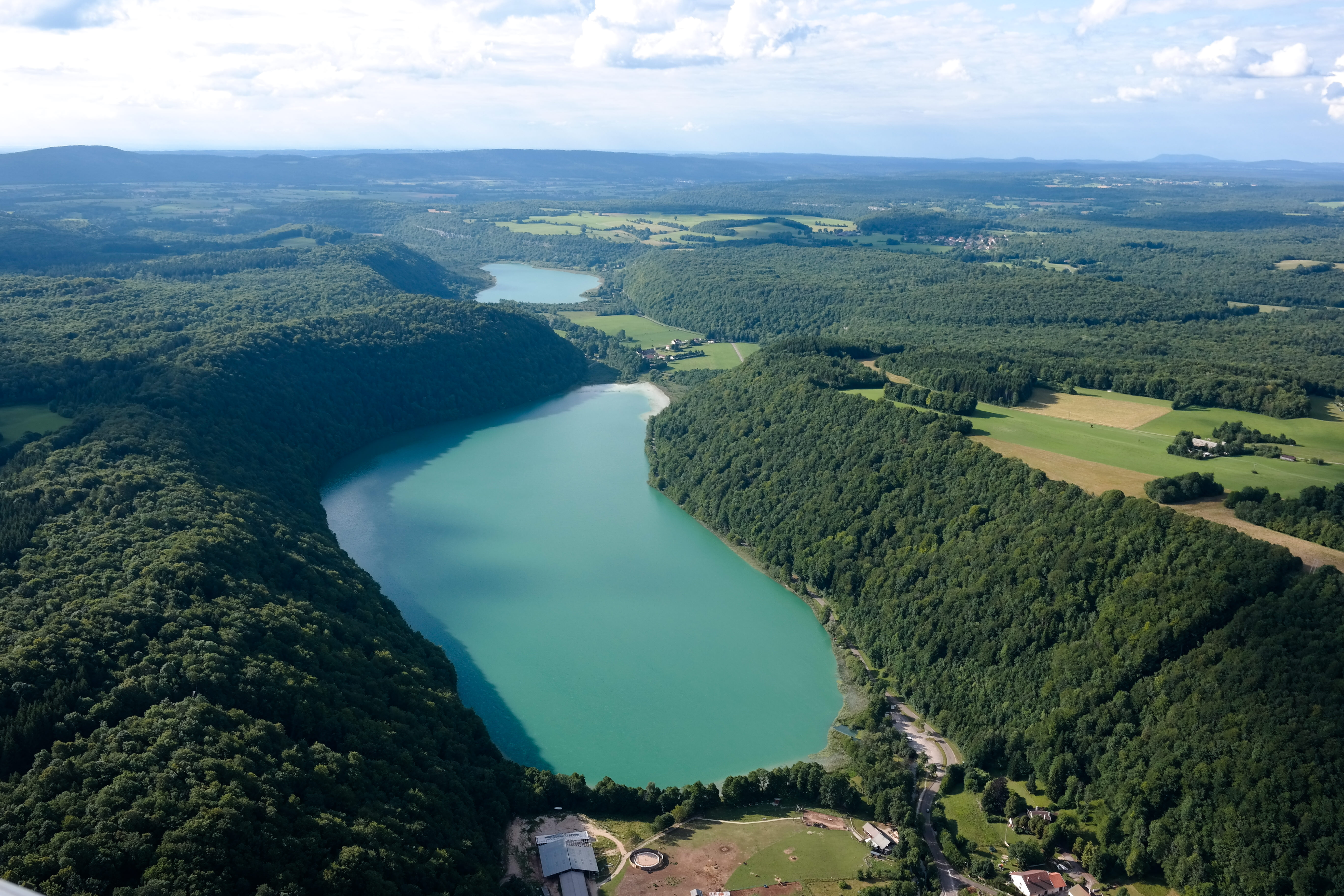
Lac du Val (et Lac de Chambly en arrière plan)
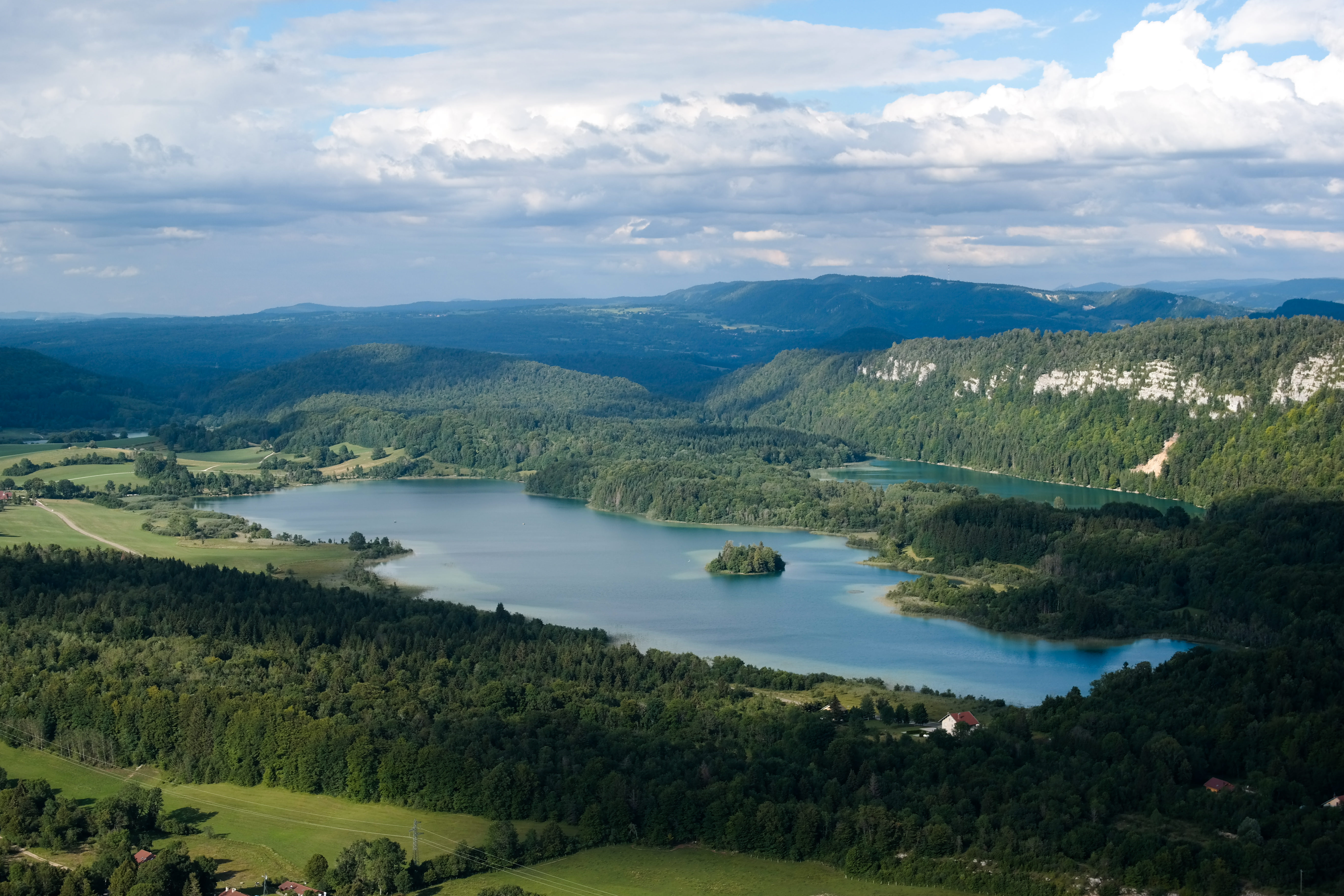
lac d'Ilay et Grand Maclu
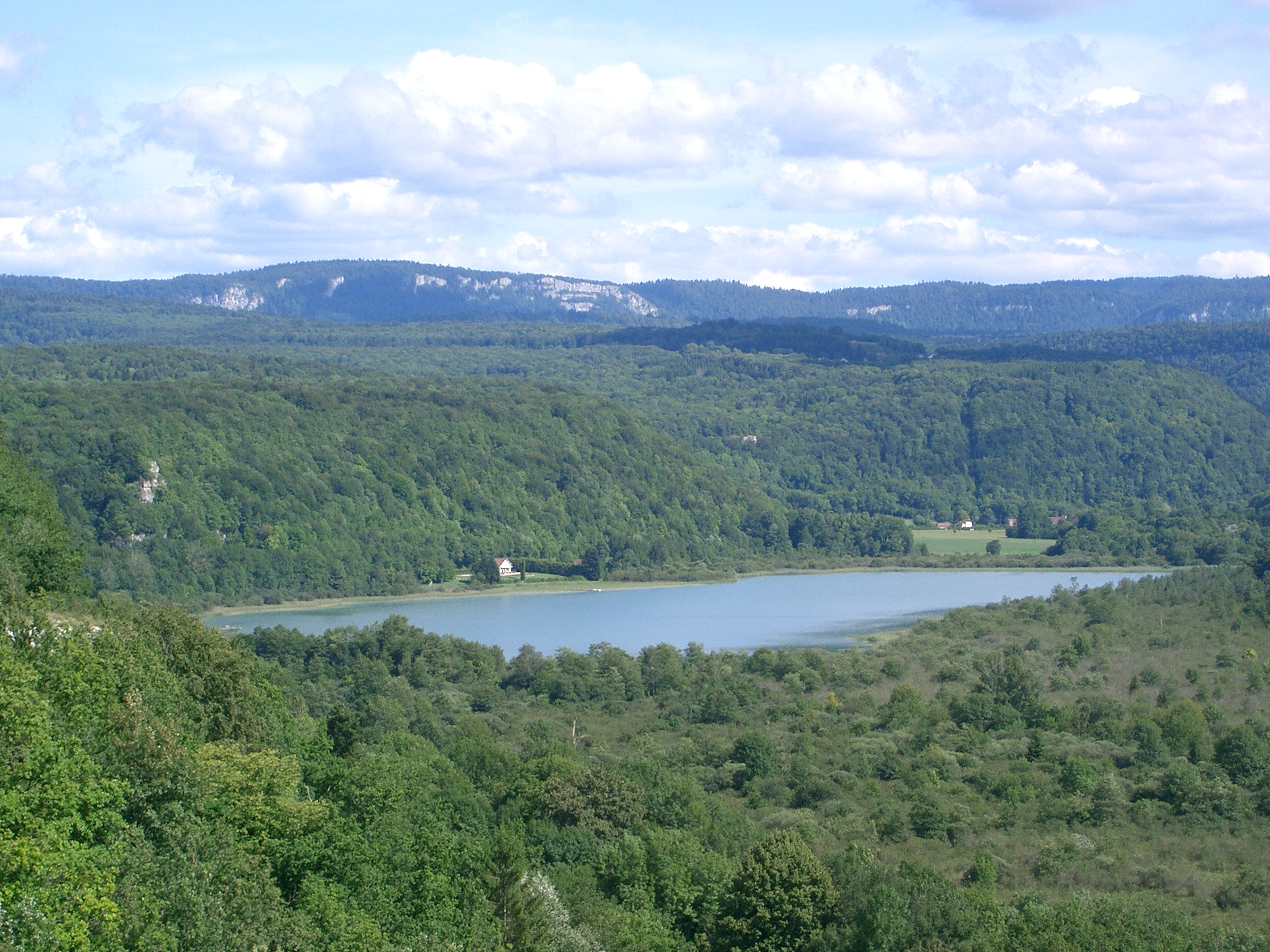
Lac de Chambly
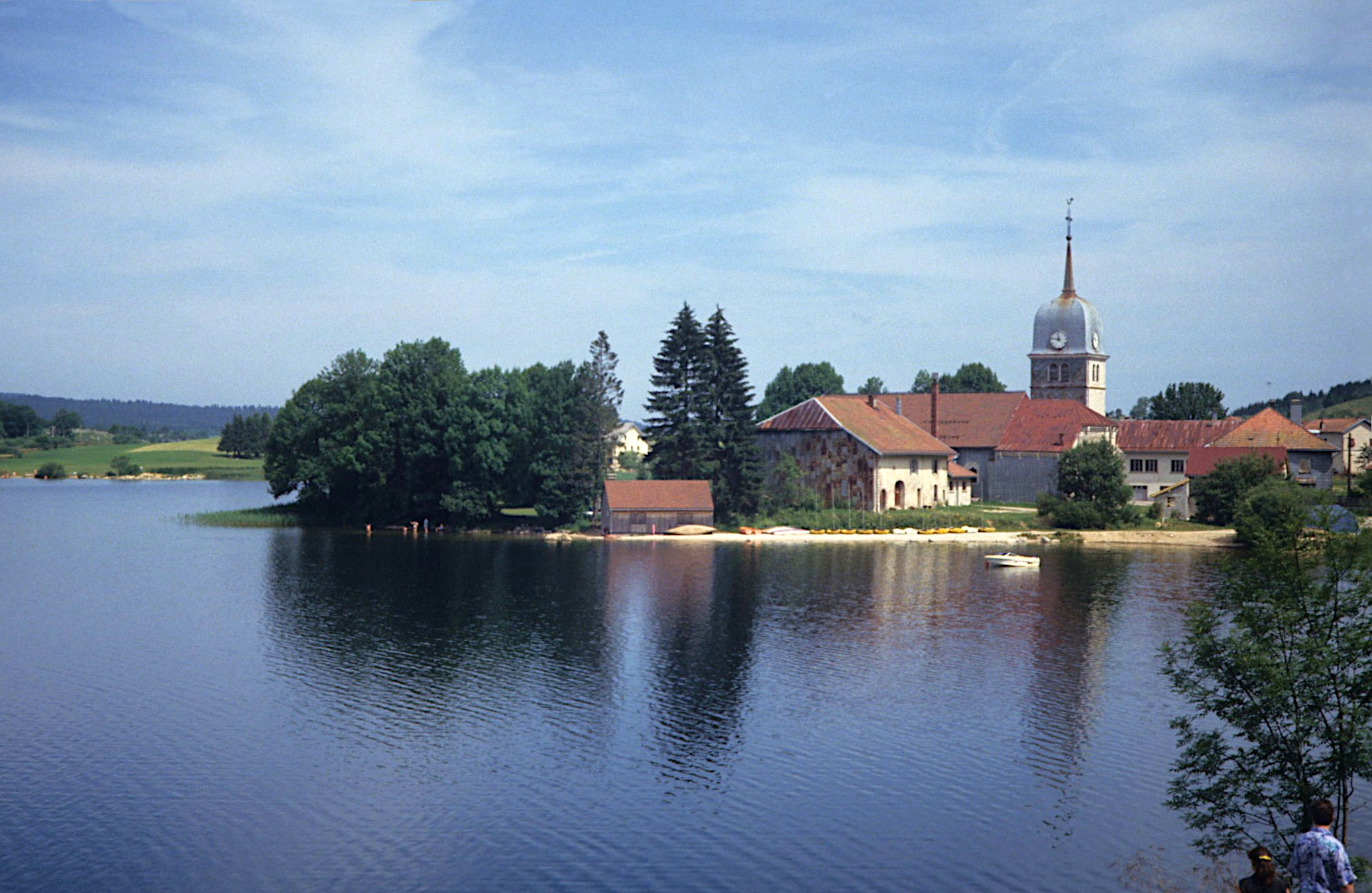
Lac de l'Abbaye
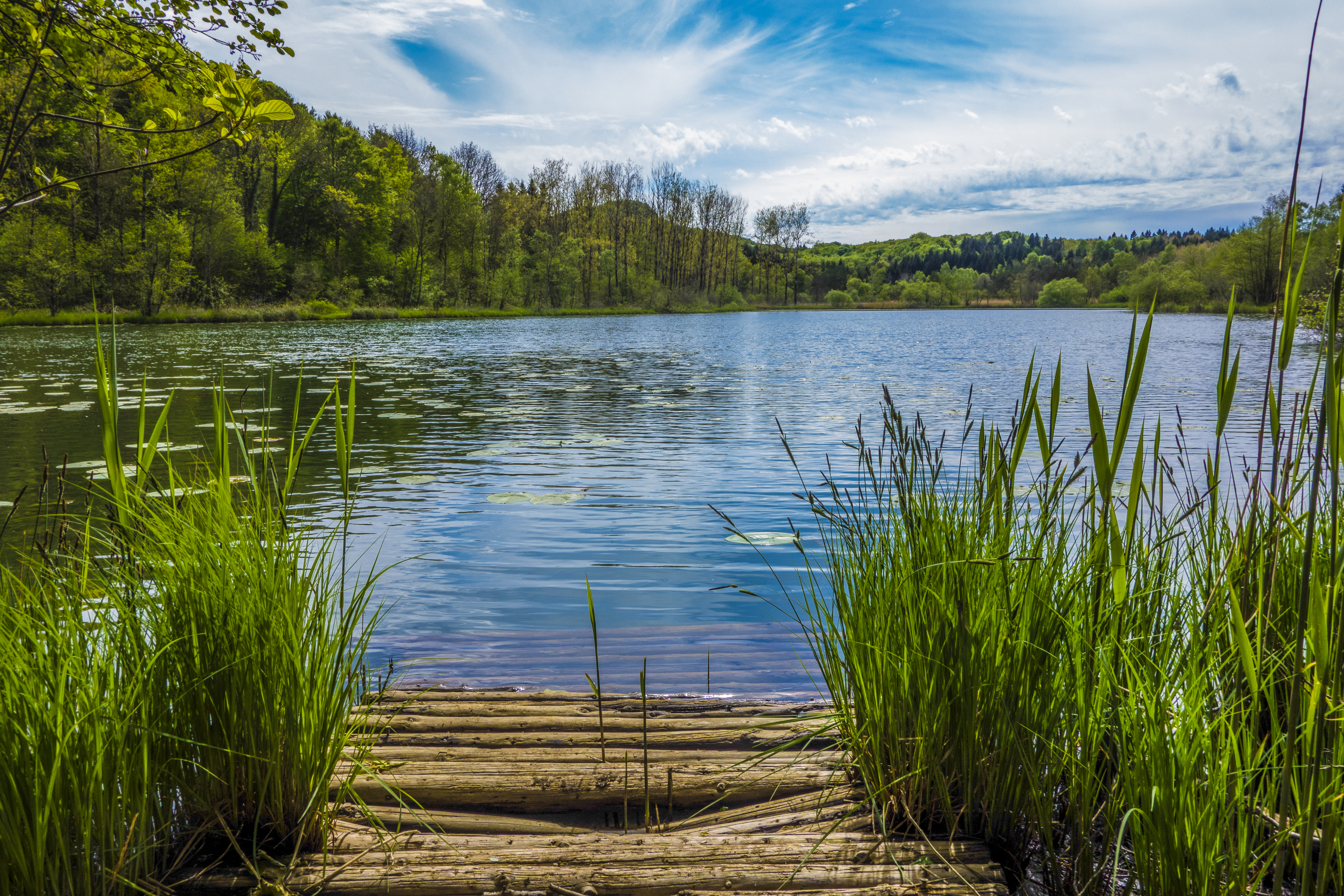
Lac de Viremont

« Petite Écosse » ? Comparaison avec quelques paysages écossais :

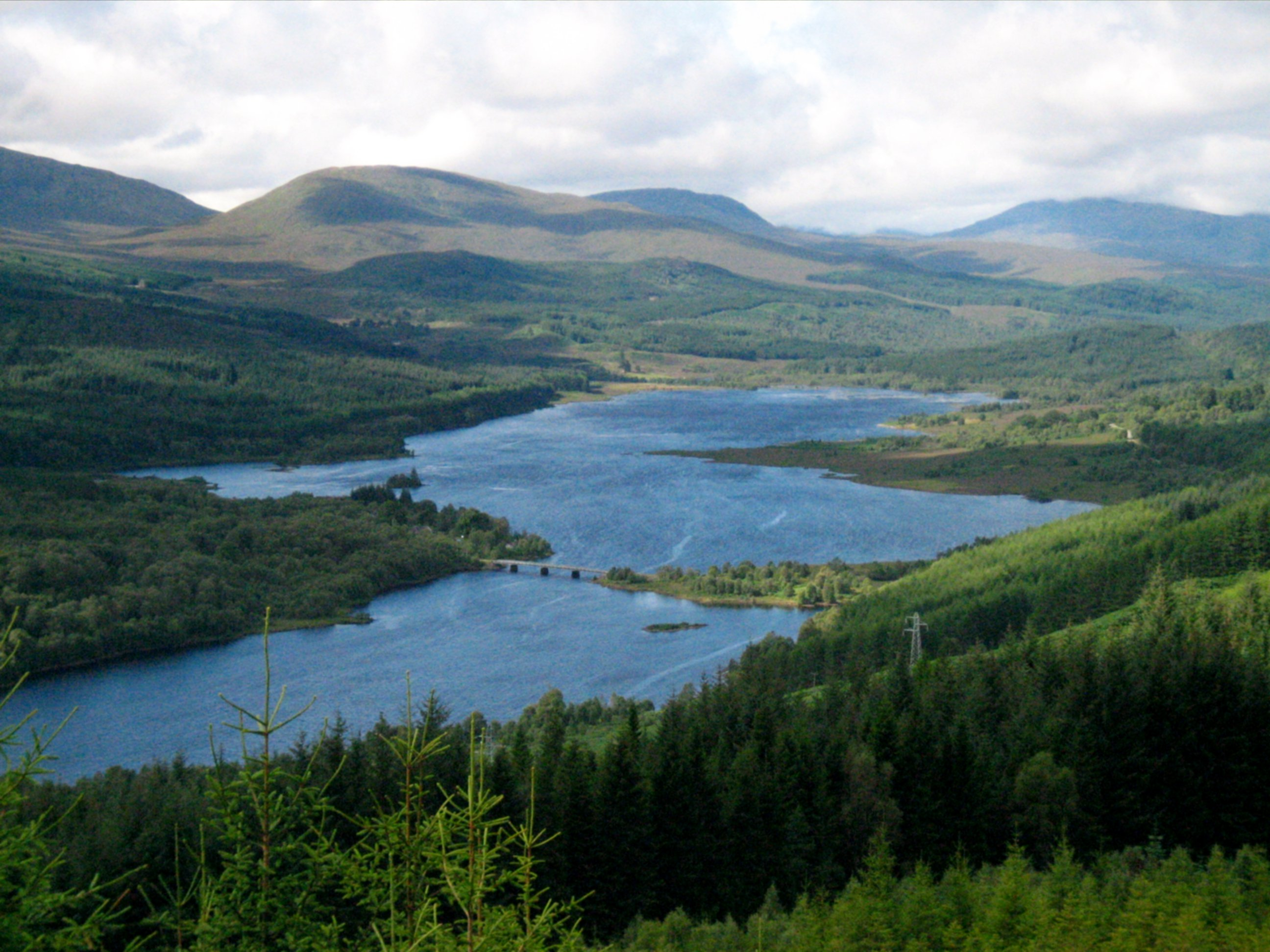
Loch Garry
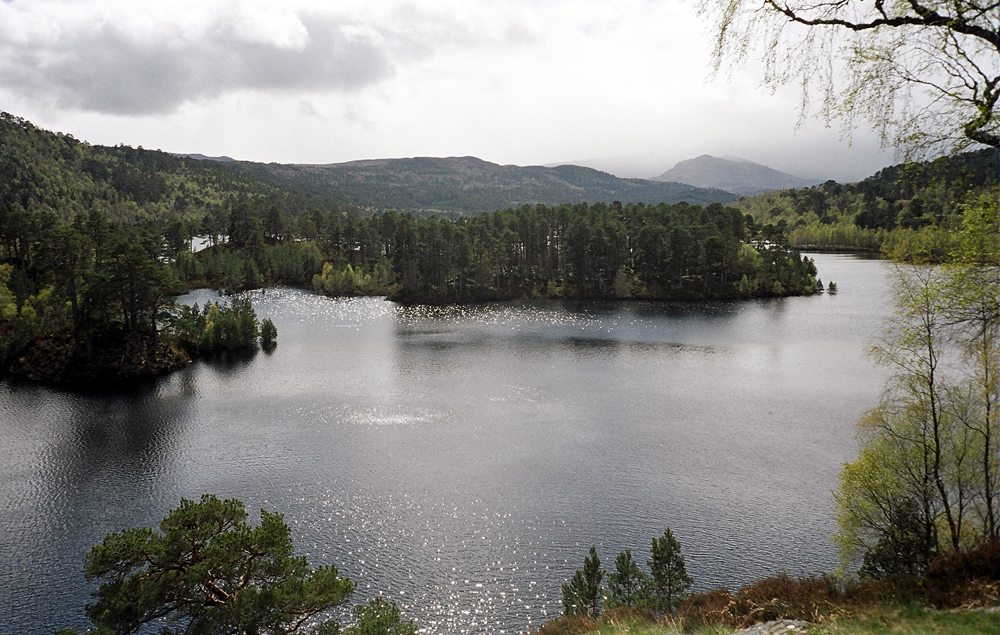
Glen Affric
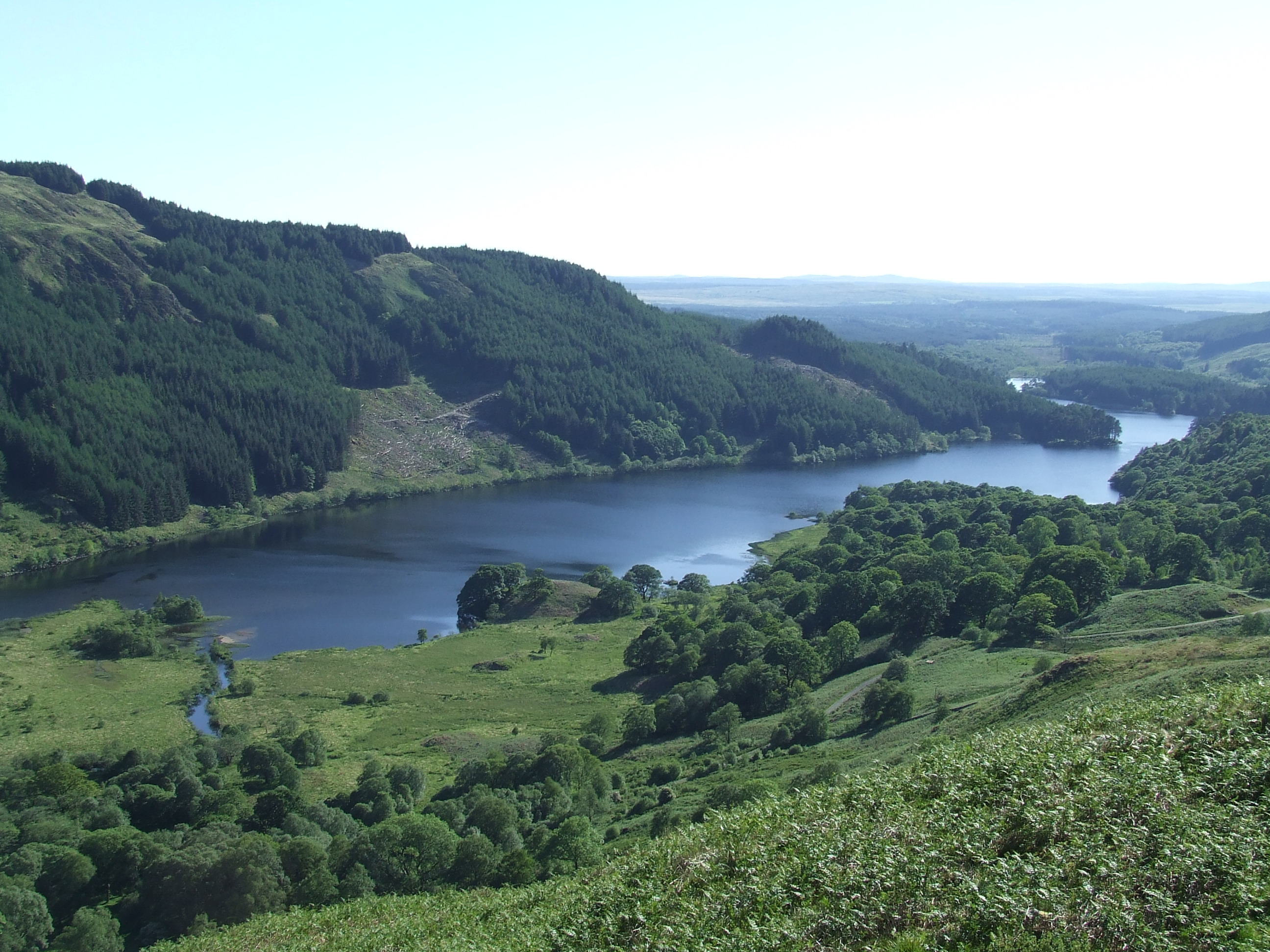
Loch Trool
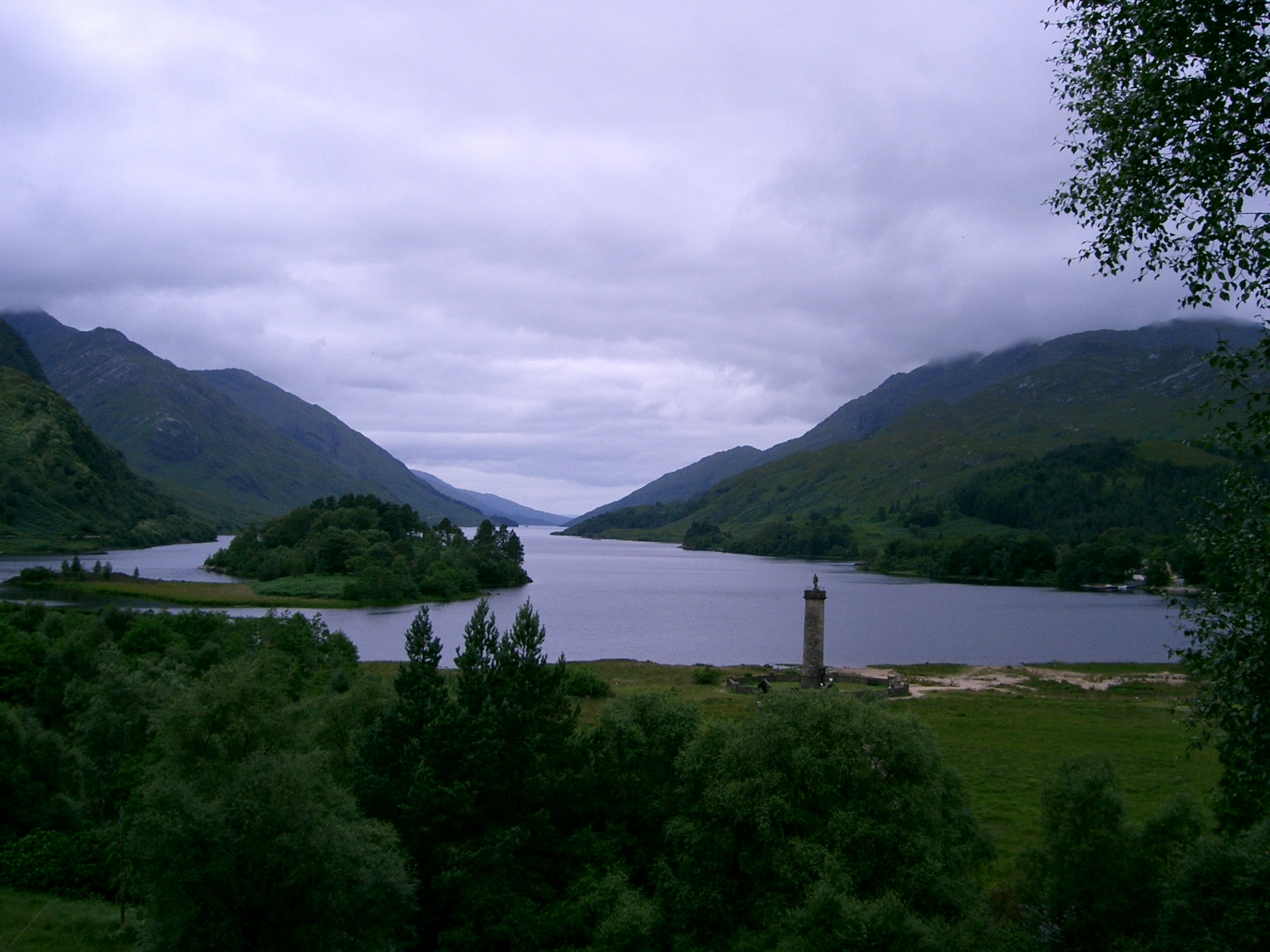
Loch Shiel